# Sándor Dóra
Sándor Dóra (ur. 24 lutego 1905, zm. 8 czerwca 1986 w Gödöllő) – węgierski strzelec, wielokrotny mistrz świata. Brat Pála, również strzelca.
Z zawodu był rolnikiem, ukończył studia na Uniwersytecie Rolniczym w Keszthely. W latach 1949–1964 mieszkał w San Remo, zaś od 1964 do 1986 w Madrycie. Krótko przed śmiercią powrócił na Węgry i osiadł w Gödöllő, w którym zmarł.
Dóra nie startował nigdy na igrzyskach olimpijskich. Jest ośmiokrotnym medalistą mistrzostw świata – wszystkie medale zdobył w trapie. Wśród nich tylko raz wywalczył miejsce na podium w zawodach indywidualnych – był trzeci na mistrzostwach świata w 1933 roku. Według niektórych źródeł, zawody w trapie na mistrzostwach świata (na których Dóra zdobywał medale) były jednocześnie zawodami o mistrzostwo Europy. Ponadto na mistrzostwach Europy w latach 1949, 1950 i 1952 był indywidualnym mistrzem kontynentu w trapie. Międzynarodowa Federacja Strzelecka nie uznaje jednak tych zawodów za oficjalne mistrzostwa Europy, były to więc turnieje nieoficjalne. Dóra wygrywał ponadto międzynarodowe zawody w Monte Carlo (1931-1932), Grand Prix w Paryżu (1937), mistrzostwa Francji (1950), oraz Coppa Manfredi w Bolonii (1951).
Osiągał też sukcesy w strzelaniu do żywych gołębi. W 1932 roku był mistrzem świata, w 1934 wicemistrzem świata w zawodach indywidualnych i drużynowych. Był również czwartym zawodnikiem mistrzostw świata w 1937 roku, oraz trzecim zawodnikiem zawodów drużynowych na mistrzostwach Europy w 1947 roku. W latach 1931, 1932 i 1939 był mistrzem kraju.

## Medale na mistrzostwach świata
Opracowano na podstawie materiału źródłowego:
| Mistrzostwa     | Konkurencja     | Wynik                | Miejsce |
| --------------- | --------------- | -------------------- | ------- |
| Sztokholm 1929  | Trap, drużynowo | 754 punkty (druż.)   | 1       |
| Lwów 1931       | Trap, drużynowo | 692 punkty (druż.)   | 2       |
| Wiedeń 1933     | Trap            | 295 punktów          | 3       |
| Wiedeń 1933     | Trap, drużynowo | 1178 punktów (druż.) | 1       |
| Bruksela 1935   | Trap, drużynowo | 1103 punkty (druż.)  | 1       |
| Berlin 1936     | Trap, drużynowo | 1062 punkty (druż.)  | 1       |
| Luhačovice 1938 | Trap, drużynowo | 685 punktów (druż.)  | 3       |
| Berlin 1939     | Trap, drużynowo | 809 punktów (druż.)  | 3       |